# お笑い!ネタとこ勝負
お笑い!ネタとこ勝負（おわらい!ねたとこしょうぶ）は地方AMラジオ局で放送されているバラエティ番組。

## 番組概要
- 毎週お笑い芸人がパーソナリティとトークをしたり、ネタを披露する番組。
- 現在は「お笑い!ネタとこ勝負!～ボンバー」のタイトルで放送（2007年9月から）。以前はスーパーやハイパーがついていた。
- 現在はナイターオフ期（毎年10月から翌年3月まで）の放送。

## 過去のパーソナリティ
- 宮内美穂
- 東原亜希
- 矢吹春奈（2007年10月～2008年3月）
- 山崎真実（2008年10月～2009年3月）
- 池田夏希（2009年10月～2010年3月）

## 放送局
- 山梨放送 毎週金曜日 21:00-21:30
- 静岡放送 毎週日曜日 16:00-16:30
- 北日本放送 毎週土曜日 21:30-22:00
- 山陽放送 毎週日曜日 21:30-22:00
- 山口放送 毎週土曜日 20:30-21:00
- 高知放送 毎週土曜日 20:30-21:00
- 熊本放送 毎週月曜日 23:30-24:00
- 南日本放送 毎週水曜日 21:30-21:50

## 過去に放送していた局
- ラジオ日本

2002年1月開始、2006年終了（時期不明）
- 岐阜放送
- 北陸放送
- ラジオ大阪
- 四国放送
- 福井放送

2009年3月まで
- IBC岩手放送
- 信越放送
- 新潟放送
- 西日本放送